# Hilgertshausen-Tandern
Hilgertshausen-Tandern è un comune tedesco di 3 133 abitanti, situato nel land della Baviera.